# Heahmund

Züge der Großen Wikingerarmee ab 865 durch England

Heahmund (geb. im 9. Jahrhundert; gest. 22. März 871) war ein im Königreich Wessex lebender angelsächsischer Bischof des Bistums von Sherborne.

## Leben
Er wurde 867 oder 868 zum Bischof geweiht. Als Kriegerbischof kämpfte er am 22. März 871 in der Schlacht von Meretun an der Seite von König Æthelred und dessen Bruder Alfred dem Großen gegen dänische Wikinger. Er wurde in der Schlacht, die mit einem Sieg der Wikinger endete, getötet und in Keynsham in Somerset begraben. Heahmund wird in der orthodoxen und römisch-katholischen Kirche als Heiliger verehrt.

## Filmische Darstellung
Heahmund ist eine Hauptfigur in der fünften Staffel der kanadisch-irischen Fernsehserie Vikings. Dargestellt wurde er von dem irischen Schauspieler Jonathan Rhys Meyers.